# 王家桥村 (章丘市)
王家桥村,中华人民共和国山东省济南市章丘市水寨镇所辖的一个行政村。总人口410，其中男性202人，女性208人；农业户口401人，非农业人口9人；18岁以下人口102人，18-35岁人口95人，35-60岁人口156人，60岁以上人口57人（2006年）。耕地面积38公顷（2006年）。行政区划代码370181106204。